# Deutscher Meister (Golfsport)

Erste Golf Verbandsmeisterschaft 1907 in Wentorf, vlnr. Mr. Hinckley (Sieger), Mrs. Twiss (Siegerin), Alice Knoop (Vizemeisterin), Mr. McMaster (Vizemeister)

Deutsche Verbands-Meisterschaften und Deutsche Meisterschaften im Golfsport werden seit 1907 bzw. 1927 ausgetragen.
| Jahr | Internationaler Meister | Internationaler Vizemeister | Internationale Meisterin           | Internationale Vizemeisterin |
| ---- | ----------------------- | --------------------------- | ---------------------------------- | ---------------------------- |
| 1907 | A. C. Hinckley – ENG    | McMaster – ENG              | Twiss – ENG                        | Alice Knoop – D              |
| 1908 |                         | A. C. Hinckley – ENG        | Alice Knoop – D                    |                              |
| 1909 |                         | Arthur E. Dodd – ENG        |                                    | Alice Knoop – D              |
| 1910 |                         | Arthur E. Dodd – ENG        |                                    | Alice Knoop – D              |
| 1912 |                         |                             | Erika Bock (nachm. Sellschopp) – D | Alice Knoop – D              |